# Nahomi Kawasumi
Nahomi Kawasumi (川澄 奈穂美, Kawasumi Nahomi, Yamato, 23 september 1985) is een Japans voetbalster die als middenvelder speelt bij Sky Blue FC.

## Carrière
Kawasumi begon haar carrière in 2008 bij INAC Kobe Leonessa. Met deze club werd zij in 2011, 2012 en 2013 kampioen van Japan. In 2011 en 2013 werd zij uitgeroepen tot speler van het jaar. Daarna speelde zij bij Seattle Reign FC en Sky Blue FC.

### Interlandcarrière
Kawasumi maakte op 31 mei 2008 haar debuut in het Japans vrouwenvoetbalelftal tijdens een wedstrijd om de Aziatisch kampioenschap 2008 tegen Chinees Taipei. Zij nam met het Japans elftal deel aan de wereldkampioenschappen vrouwenvoetbal in 2011. Daar stond zij in vier wedstrijden van Japan opgesteld en scoorde daarin twee doelpunten, de winnende 3-1 tegen Zweden (halve finale). Japan behaalde goud op de wereldkampioenschappen. Zij nam met het Japans elftal deel aan de Olympische Zomerspelen in 2012. Daar stond zij in alle zes de wedstrijden van Japan opgesteld en Japan behaalde zilver op de Spelen. Zij nam met het Japans elftal deel aan de wereldkampioenschappen vrouwenvoetbal in 2015. Daar stond zij in zes wedstrijden van Japan opgesteld en Japan behaalde zilver op de Spelen. Ze heeft 90 interlands voor het Japanse vrouwenelftal gespeeld en scoorde daarin 20 keer.

## Statistieken
| Japans vrouwenvoetbalelftal | Japans vrouwenvoetbalelftal | Japans vrouwenvoetbalelftal |
| Jaar                        | Wed.                        | Dlp.                        |
| --------------------------- | --------------------------- | --------------------------- |
| 2008                        | 1                           | 0                           |
| 2009                        | 2                           | 0                           |
| 2010                        | 7                           | 0                           |
| 2011                        | 13                          | 6                           |
| 2012                        | 16                          | 3                           |
| 2013                        | 11                          | 3                           |
| 2014                        | 17                          | 6                           |
| 2015                        | 11                          | 1                           |
| 2016                        | 4                           | 1                           |
| 2017                        | 0                           | 0                           |
| 2018                        | 8                           | 0                           |
| Totaal                      | 90                          | 20                          |